# Distance de gel
Ne doit pas être confondu avec ligne des glaces.
La distance de gel (en anglais freeze-in distance) est la distance d'une étoile à laquelle un ion du vent stellaire cesse de perdre ou gagner des électrons.